# San Martín (Viana del Bollo)
San Martín (llamada oficialmente San Xoán de San Martiño) es una parroquia y un lugar del municipio español de Viana del Bollo, en la provincia de Orense, Galicia.

## Toponimia
La parroquia también es conocida por los nombres de San Juan de San Martín y San Juan de San Martiño.

## Organización territorial
La parroquia está formada por cinco entidades de población, constando dos de ellas en el nomenclátor del Instituto Nacional de Estadística español:
- Cabo
- Campo
- O Barrio
- San Martín (San Martiño)
- Santa Mariña de Froxanes (Santa Mariña de Froxais)

## Demografía

### Parroquia
| Gráfica de evolución demográfica de San Martín (parroquia) entre 2000 y 2023 |
|                                                                              |
| Datos según el nomenclátor publicado por el INE.                             |

### Lugar
| Gráfica de evolución demográfica de San Martín (lugar) entre 2000 y 2023 |
|                                                                          |
| Datos según el nomenclátor publicado por el INE.                         |